# Cattedrale della Dormizione della Madre di Dio (Sebenico)
La cattedrale della Dormizione (in serbo:Саборна црква Успења Пресвете Богородице) si trova a Sebenico, in Croazia, ed è la cattedrale ortodossa dell'eparchia di Dalmazia.

## Storia
A Sebenico, fin dal Medioevo, risiedeva una ricca colonia di ortodossi greci e serbi, concentrati nel sobborgo di Varos. Nel 1600, in seguito alla decisione del 1569 da parte del senato veneziano di permettere agli ortodossi greci di risiedere all'interno delle mura della città di Sebenico, la comunità ortodossa greca edificò la chiesa di San Giuliano. Gli ortodossi serbi residenti nel sobborgo Varos decisero quindi di edificare un'altra chiesa dedicata alla Santa Croce. Questa chiesa rimase in funzione fino al XVIII secolo, quando fu costruita una chiesa di maggiori dimensioni dedicata all'Ascensione del Signore, nel 1778.
Nel 1810 gli ortodossi serbi acquistarono un'ulteriore chiesa a Sebenico, dedicata alla Dormizione della Madre di Dio, che divenne poi cattedrale sostituendo la chiesa dell'Ascensione come edificio di culto principale per la comunità serba locale. La chiesa fu dotata di un'iconostasi nel 1827 ed arricchita di dipinti bizantini di varie epoche, dal XV al XIX secolo, così come un ricco tesoro di oggetti liturgici e manoscritti.